# Mistrovství České republiky na ledové ploché dráze 2025
Mistrovství České republiky na ledové ploché dráze 2025 se konalo 22. února 2025 v obci Hamr na Jezeře na místním Hamerském jezeře.
Závodní dráha měřila 400 metrů. Předchozí den zkontrolovali organizátoři sílu ledu, jestli je závod možné uskutečnit. A protože v první zatáčce měl 18 cm a v druhé 17 cm, mohl se závod uskutečnit. 
Závodu se zúčastnilo celkem 16 závodníků. Osm závodníků bylo České republiky a tři z Rakouska, tři z Německa a dva z Nizozemí. Mělo se odjet dvacet jízd. V každé měli být čtyři závodníci a soutěžit se mělo systémem každý s každým.
V den mistrovství, které začínalo ve 13 hodin, se ale oteplilo. A protože se zhoršovala kvalita ledu musel být závod předčasně ukončen.

## Pořadí
Konečné pořadí po předčasném ukončení.  
| Poř.             | Jméno             | body |
| Zlatá medaile    | Lukáš Hutla       | 9    |
| Stříbrná medaile | Franz Zorn        | 8    |
| Bronzová medaile | Sebastian Reitsma | 8    |
| 4                | Andrej Diviš      | 8    |
| 5                | Max Niedermaier   | 7    |